# Dipilto
Dipilto è un comune del Nicaragua facente parte del dipartimento di Nueva Segovia.